# Convocazioni alla Coppa panamericana femminile di pallavolo 2011
Elenco delle giocatrici convocate per la Coppa panamericana 2011.

## Argentina
| N° | Nome                 | Ruolo | Data di nascita   | Squadra         |
| -- | -------------------- | ----- | ----------------- | --------------- |
| -  | Horacio Bastit       | All   | -                 | -               |
| 1  | Lucía Gaido          | L     | 19 gennaio 1988   | Boca Juniors    |
| 3  | Yamila Nizetich      | S     | 27 gennaio 1989   | Calais          |
| 5  | Lucía Fresco         | O     | 14 maggio 1991    | Boca Juniors    |
| 6  | Daniela Gildenberger | S     | 12 giugno 1984    | Banco Nación    |
| 9  | Camila Jersonsky     | C     | 30 maggio 1991    | Auburn          |
| 10 | Emilce Sosa          | C     | 11 settembre 1987 | Boca Juniors    |
| 11 | Georgina Pinedo      | S     | 30 maggio 1981    | Cuatto Giaveno  |
| 12 | Antonela Bortolozzi  | S     | 22 gennaio 1986   | Boca Juniors    |
| 13 | Leticia Boscacci     | O     | 8 novembre 1985   | Haro            |
| 14 | Florecia Carlotto    | C     | 14 ottobre 1988   | Banco Nación    |
| 17 | Antonela Curatola    | P     | 23 ottobre 1991   | Vélez Sarsfield |
| 18 | Yael Castiglione     | P     | 27 settembre 1985 | İqtisadçı       |

## Brasile
| N° | Nome                   | Ruolo | Data di nascita  | Squadra        |
| -- | ---------------------- | ----- | ---------------- | -------------- |
| -  | José Roberto Guimarães | All   | 31 agosto 1954   | Fenerbahçe     |
| 1  | Fabiana Claudino       | C     | 24 gennaio 1985  | GRER           |
| 2  | Juciely Barreto        | C     | 18 dicembre 1980 | Rio de Janeiro |
| 3  | Danielle Lins          | P     | 5 gennaio 1985   | Rio de Janeiro |
| 4  | Paula Pequeno          | S     | 22 gennaio 1982  | GRER           |
| 6  | Thaísa de Menezes      | C     | 15 maggio 1987   | Osasco         |
| 8  | Suelle Oliveira        | S     | 29 aprile 1987   | Rio de Janeiro |
| 9  | Juliana Nogueira       | O     | 4 agosto 1988    | Rio de Janeiro |
| 12 | Natália Pereira        | S     | 24 aprile 1989   | Rio de Janeiro |
| 13 | Sheilla de Castro      | O     | 1º luglio 1983   | Rio de Janeiro |
| 14 | Fabiana de Oliveira    | L     | 7 marzo 1980     | Rio de Janeiro |
| 16 | Fernanda Garay         | S     | 10 maggio 1986   | GRER           |
| 17 | Josefa de Souza        | P     | 3 febbraio 1983  | Pinheiros      |

## Canada
| N° | Nome                     | Ruolo | Data di nascita  | Squadra          |
| -- | ------------------------ | ----- | ---------------- | ---------------- |
| -  | Arnd Ludwig              | All   | -                | -                |
| 4  | Tammy Mahon              | S     | 4 novembre 1980  | Panathīnaïkos    |
| 6  | Claire Hanna             | L     | 27 aprile 1986   | -                |
| 8  | Carla Bradstock          | P     | 11 agosto 1985   | Şahdağ-Şirvan    |
| 9  | Sarah Pavan              | O     | 16 agosto 1986   | Korea Expressway |
| 11 | Nadine Alphonse          | C     | 22 luglio 1983   | -                |
| 12 | Sherline Holness         | C     | 11 febbraio 1980 | Wiesbaden        |
| 13 | Marie-Pier Murray-Méthot | S     | 23 marzo 1986    | Canada           |
| 14 | Elizabeth Cordonier      | S     | 3 marzo 1987     | Erfurt           |
| 16 | Lucille Charuk           | C     | 13 agosto 1989   | Houston          |
| 17 | Brittney Page            | O     | 4 febbraio 1984  | Kuusamon         |
| 18 | Kyla Richey              | S     | 20 giugno 1989   | British Columbia |
| 19 | Lauren O'Reilly          | P     | 4 agosto 1989    | Trinity Western  |

## Cile
| N° | Nome                | Ruolo | Data di nascita   | Squadra              |
| -- | ------------------- | ----- | ----------------- | -------------------- |
| -  | Hugo Jáuregui       | All   | -                 | -                    |
| 2  | Isidora Santa María | P     | 11 marzo 1993     | Club Vitavoley       |
| 3  | Magdalena Delano    | -     | 5 luglio 1993     | Universidad Católica |
| 4  | Carla Ruz           | L     | 26 settembre 1991 | Universidad Católica |
| 5  | Beatriz García      | -     | 29 novembre 1993  | Liceo Urbina         |
| 7  | Pilar Mardones      | S     | 16 novembre 1989  | Boston College       |
| 8  | Francisca Espejo    | -     | 6 ottobre 1989    | Universidad Católica |
| 10 | Chris Vorpahl       | S     | 4 ottobre 1990    | Boston College       |
| 11 | Ignacia Cabrera     | -     | 29 luglio 1987    | Universidad Católica |
| 12 | Florencia Garrido   | -     | 7 ottobre 1988    | Universidad de Chile |
| 13 | Josefa Schuler      | P     | 24 aprile 1995    | Universidad Católica |
| 15 | Isidora Steinmetz   | C     | 1º giugno 1994    | Club Vitavoley       |
| 16 | Catalina Melo       | S     | 3 gennaio 1997    | IMV Punte Alto       |

## Costa Rica
| N° | Nome              | Ruolo | Data di nascita   | Squadra |
| -- | ----------------- | ----- | ----------------- | ------- |
| -  | Braulio Godínez   | All   | -                 | -       |
| 1  | Dionisia Thompson | P     | 9 giugno 1978     | -       |
| 3  | Viviana Murillo   | L     | 6 febbraio 1992   | -       |
| 4  | Johanna Gamboa    | C     | 23 novembre 1987  | -       |
| 5  | Karen Cope        | S     | 6 novembre 1985   | -       |
| 6  | Ángela Willis     | C     | 26 gennaio 1977   | -       |
| 7  | Mariela Quesada   | S     | 8 luglio 1987     | -       |
| 9  | Verania Willis    | S     | 23 settembre 1979 | -       |
| 10 | Paola Ramírez     | C     | 23 febbraio 1987  | -       |
| 14 | Irene Fonseca     | P     | 10 ottobre 1985   | -       |
| 15 | Marcela Araya     | L     | 24 settembre 1992 | -       |
| 16 | Mijal Hines       | C     | 15 dicembre 1993  | -       |
| 17 | Amelia Arias      | L     | 17 dicembre 1991  | -       |

## Cuba
| N° | Nome              | Ruolo | Data di nascita  | Squadra          |
| -- | ----------------- | ----- | ---------------- | ---------------- |
| -  | Juan Carlos Gala  | All   | -                | -                |
| 1  | Wilma Salas       | S     | 9 marzo 1991     | Santiago de Cuba |
| 2  | Yanelis Santos    | P/O   | 30 marzo 1986    | Ciego de Ávila   |
| 3  | Alena Rojas       | C     | 9 agosto 1992    | Ciudad Habana    |
| 4  | Yoana Palacio     | C     | 6 ottobre 1990   | Ciudad Habana    |
| 6  | Daimara Lescay    | C     | 5 settembre 1992 | Holguín          |
| 8  | Emily Borrel      | L     | 19 febbraio 1992 | Villa Clara      |
| 10 | Ana Cleger        | P/O   | 27 novembre 1989 | Santiago de Cuba |
| 11 | Liannes Castañeda | C     | 18 ottobre 1986  | Guantánamo       |
| 13 | Rosanna Giel      | C     | 10 giugno 1992   | Ciego de Ávila   |
| 14 | Kenia Carcaces    | S     | 23 gennaio 1986  | Holguín          |
| 15 | Yusidey Silié     | P/O   | 11 novembre 1984 | Ciudad Habana    |
| 18 | Jennifer Álvarez  | S     | 19 novembre 1993 | Cienfuegos       |

## Messico
| N° | Nome              | Ruolo | Data di nascita   | Squadra |
| -- | ----------------- | ----- | ----------------- | ------- |
| -  | Mario Herrera     | All   | -                 | -       |
| 2  | Alejandra Perales | P     | 11 agosto 1992    | -       |
| 4  | Gema León         | C     | 11 marzo 1991     | -       |
| 5  | Grecia Rivera     | S     | 8 giugno 1992     | -       |
| 6  | Karla Sainz       | C     | 22 luglio 1993    | -       |
| 8  | Xitlali Herrera   | C     | 2 gennaio 1992    | -       |
| 9  | Andrea Maldonado  | S     | 8 settembre 1991  | -       |
| 10 | Martha Revuelta   | -     | 6 settembre 1986  | -       |
| 14 | Claudia Ríos      | S     | 22 settembre 1992 | -       |
| 15 | Pamela Cheu       | -     | 1º gennaio 1988   | -       |
| 16 | Dulce Carranza    | S     | 29 giugno 1990    | -       |
| 18 | Andrea Aguilera   | C     | 24 settembre 1993 | -       |
| 19 | Itzel Gaytán      | L     | 21 ottobre 1992   | -       |

## Perù
| N° | Nome              | Ruolo | Data di nascita  | Squadra           |
| -- | ----------------- | ----- | ---------------- | ----------------- |
| -  | Luca Cristofani   | All   | 8 agosto 1969    | RDM Pomezia       |
| 1  | Angélica Aquino   | S     | 10 agosto 1990   | Divino Maestro    |
| 2  | Mirtha Uribe      | C     | 12 marzo 1985    | Alianza Lima      |
| 3  | Paola García      | C     | 25 agosto 1987   | Divino Maestro    |
| 4  | Diana Soto        | S     | 10 febbraio 1980 | Regatas Lima      |
| 5  | Vanessa Palacios  | L     | 3 luglio 1984    | Divino Maestro    |
| 7  | Yulissa Zamudio   | S     | 24 marzo 1976    | Alianza Lima      |
| 12 | Carla Rueda       | S     | 19 aprile 1990   | Deportivo Géminis |
| 13 | Zoila La Rosa     | P     | 31 maggio 1990   | Divino Maestro    |
| 14 | Elena Keldibekova | P     | 23 giugno 1974   | Lokomotiv Baku    |
| 15 | Karla Ortiz       | S     | 20 ottobre 1991  | Divino Maestro    |
| 16 | Luren Baylon      | S     | 14 agosto 1977   | Ciutadella        |

## Porto Rico
| N° | Nome              | Ruolo | Data di nascita   | Squadra              |
| -- | ----------------- | ----- | ----------------- | -------------------- |
| -  | David Alemán      | All   | -                 | -                    |
| 1  | Daly Santana      | S     | 19 febbraio 1995  | Llaneras de Toa Baja |
| 3  | Vilmarie Mojica   | P     | 13 agosto 1985    | Pinkin de Corozal    |
| 5  | Saraí Álvarez     | O     | 3 aprile 1986     | Indias de Mayagüez   |
| 6  | Yarimar Rosa      | S     | 20 giugno 1988    | Criollas de Caguas   |
| 7  | Stephanie Enright | S     | 15 dicembre 1990  | Criollas de Caguas   |
| 9  | Áurea Cruz        | S     | 10 gennaio 1982   | Villa Cortese        |
| 10 | Diana Reyes       | C     | 29 aprile 1993    | Criollas de Caguas   |
| 13 | Shirley Ferrer    | O     | 23 giugno 1991    | Criollas de Caguas   |
| 14 | Glorimar Ortega   | P     | 21 novembre 1983  | Criollas de Caguas   |
| 15 | Shara Venegas     | L     | 18 settembre 1992 | Llaneras de Toa Baja |
| 17 | Lynda Morales     | C     | 20 maggio 1988    | Llaneras de Toa Baja |
| 19 | Amanda Vázquez    | C     | 30 marzo 1984     | Indias de Mayagüez   |

## Rep. Dominicana
| N° | Nome                | Ruolo | Data di nascita   | Squadra            |
| -- | ------------------- | ----- | ----------------- | ------------------ |
| -  | Marcos Kwiek        | All   | -                 | -                  |
| 1  | Annerys Vargas      | S     | 7 agosto 1981     | Criollas de Caguas |
| 2  | Dahiana Burgos      | S     | 7 aprile 1985     | Indias de Mayagüez |
| 3  | Lisvel Eve          | C     | 10 settembre 1991 | Denso Airybees     |
| 5  | Brenda Castillo     | L     | 5 giugno 1992     | Criollas de Caguas |
| 7  | Niverka Marte       | P     | 19 ottobre 1990   | Mirador            |
| 9  | Sidarka Núñez       | O     | 25 giugno 1984    | Indias de Mayagüez |
| 10 | Milagros Cabral     | S     | 17 ottobre 1978   | Pinkin de Corozal  |
| 12 | Karla Echenique     | P     | 16 maggio 1986    | Budowlani Łódź     |
| 13 | Cindy Rondón        | C     | 12 novembre 1988  | Mirador            |
| 14 | Prisilla Rivera     | S     | 29 dicembre 1984  | Mets de Guaynabo   |
| 17 | Gina Mambrú         | O     | 21 gennaio 1986   | Distrito Nacional  |
| 18 | Bethania de la Cruz | S     | 13 maggio 1989    | Criollas de Caguas |

## Stati Uniti
| N° | Nome              | Ruolo | Data di nascita  | Squadra              |
| -- | ----------------- | ----- | ---------------- | -------------------- |
| -  | Hugh McCutcheon   | All   | 13 ottobre 1969  | -                    |
| 2  | Alisha Glass      | P     | 5 aprile 1988    | GRER                 |
| 4  | Angela Pressey    | S     | 6 giugno 1986    | Schwechat Post       |
| 6  | Nicole Davis      | L     | 24 aprile 1982   | Lokomotiv Baku       |
| 9  | Jennifer Joines   | C     | 23 novembre 1982 | Azərreyl             |
| 10 | Kimberly Glass    | S     | 18 agosto 1984   | Rabitə Baku          |
| 11 | Jordan Larson     | S     | 16 ottobre 1986  | Dinamo-Kazan         |
| 12 | Nancy Meendering  | O     | 12 novembre 1978 | Lokomotiv Baku       |
| 13 | Christa Harmotto  | C     | 12 ottobre 1986  | Modena               |
| 14 | Nicole Fawcett    | O     | 16 dicembre 1986 | Llaneras de Toa Baja |
| 16 | Foluke Akinradewo | C     | 5 ottobre 1987   | Toyota Queenseis     |
| 17 | Mary Spicer       | P     | 3 luglio 1987    | Pałac Bydgoszcz      |
| 18 | Megan Hodge       | S     | 15 ottobre 1988  | Villa Cortese        |

## Trinidad e Tobago
| N° | Nome                  | Ruolo | Data di nascita  | Squadra       |
| -- | --------------------- | ----- | ---------------- | ------------- |
| -  | Francisco Cruz        | All   | -                | -             |
| 1  | Andrea Kinsale        | C     | 24 dicembre 1989 | -             |
| 3  | Channon Thompson      | S     | 29 marzo 1994    | AZS Białystok |
| 4  | Kelly-Anne Billingy   | S     | 15 maggio 1986   | -             |
| 5  | Shurvette Beckles     | C     | 10 giugno 1990   | -             |
| 6  | Sinead Jack           | C     | 8 novembre 1993  | AZS Białystok |
| 9  | Rheeza Grant          | S     | 10 agosto 1986   | -             |
| 10 | Courtnee-Mae Clifford | L     | 6 luglio 1990    | -             |
| 11 | Phylecia Armstrong    | S     | 26 luglio 1984   | -             |
| 13 | Cabbrini Foncette     | -     | 19 luglio 1989   | -             |
| 15 | Abby Blackman         | O     | 27 giugno 1993   | -             |
| 16 | Krystle Esdelle       | O     | 1º agosto 1984   | -             |
| 17 | Abigail Gloud         | C     | 15 luglio 1987   | -             |